# Markus Eriksson
 (février 2025).
Motif : Ne respecte pas les critères d'admissibilité du projet Tennis ni les critères généraux.
- Archive Wikiwix
- Bing
- Cairn
- DuckDuckGo
- E. Universalis
- Gallica
- Google
- G. Books
- G. News
- G. Scholar
- Persée
- Qwant
- (zh) Baidu
- (ru) Yandex
- (wd) trouver des œuvres sur Wikidata

| 1. | Préciser le motif de la pose du bandeau. | Précisez le motif de la pose du bandeau en utilisant la syntaxe suivante : {{admissibilité à vérifier\|date=mars 2025\|motif=remplacez ce texte par le motif}}                       |
| 2. | Informer les utilisateurs concernés.     | Pensez à avertir le créateur de l'article, par exemple, en insérant le code ci-dessous sur sa page de discussion : {{subst:avertissement admissibilité à vérifier\|Markus Eriksson}} |

Markus Eriksson, né 29 novembre 1989 à Göteborg, est un joueur de tennis suédois professionnel jusqu'en 2021.

## Biographie
Eriksson fait ses débuts sur le circuit ATP en 2013 à l'occasion du Tournoi de Suède où il est éliminé au 1er tour par Martín Alund. Un an plus tard, sur ce même tournoi, il atteint les quarts de finale du tournoi en double avec son compatriote Isak Arvidsson face à la paire Kontinen/Bednarek. Entre 2013 et 2021, il remporte 10 tournois simple classés ITF Futures et 35 tournois en double. Sa victoire la plus importante survient en juin 2018 lorsqu'il remporte le Tournoi de Tampere en double messieurs avec André Göransson.
Entre 2013 et 2021, il participe à 14 reprises à la Coupe Davis, il y comptabilise 11 victoires pour 12 défaites.

## Classements ATP en fin de saison
| Année          | 2007 | 2008 | 2009 | 2010 | 2011 | 2012 | 2013 | 2014 | 2015 | 2016 | 2017 | 2018 | 2019 | 2020 | 2021 |
| Rang en simple | 1479 | 1312 | 810  | 961  | 752  | 672  | 423  | 497  | 467  | 455  | 312  | 425  | 293  | 332  | 470  |
| Rang en double | –    | 1467 | 1380 | 822  | 630  | 693  | 564  | 299  | 523  | 324  | 308  | 293  | 262  | 269  | 266  |

Source : (en) Classements de Markus Eriksson sur le site officiel de la Fédération internationale de tennis